# Вальдсхут-Тинген
Вальдсхут-Тинген (нем. Waldshut-Tiengen) — город в Германии, районный центр, расположен в земле Баден-Вюртемберг.
Подчинён административному округу Фрайбург. Входит в состав района Вальдсхут. Население составляет 22 859 человек (на 31 декабря 2010 года). Занимает площадь 77,98 км². Официальный код — 08 3 37 126.
Город подразделяется на 2 городских района.

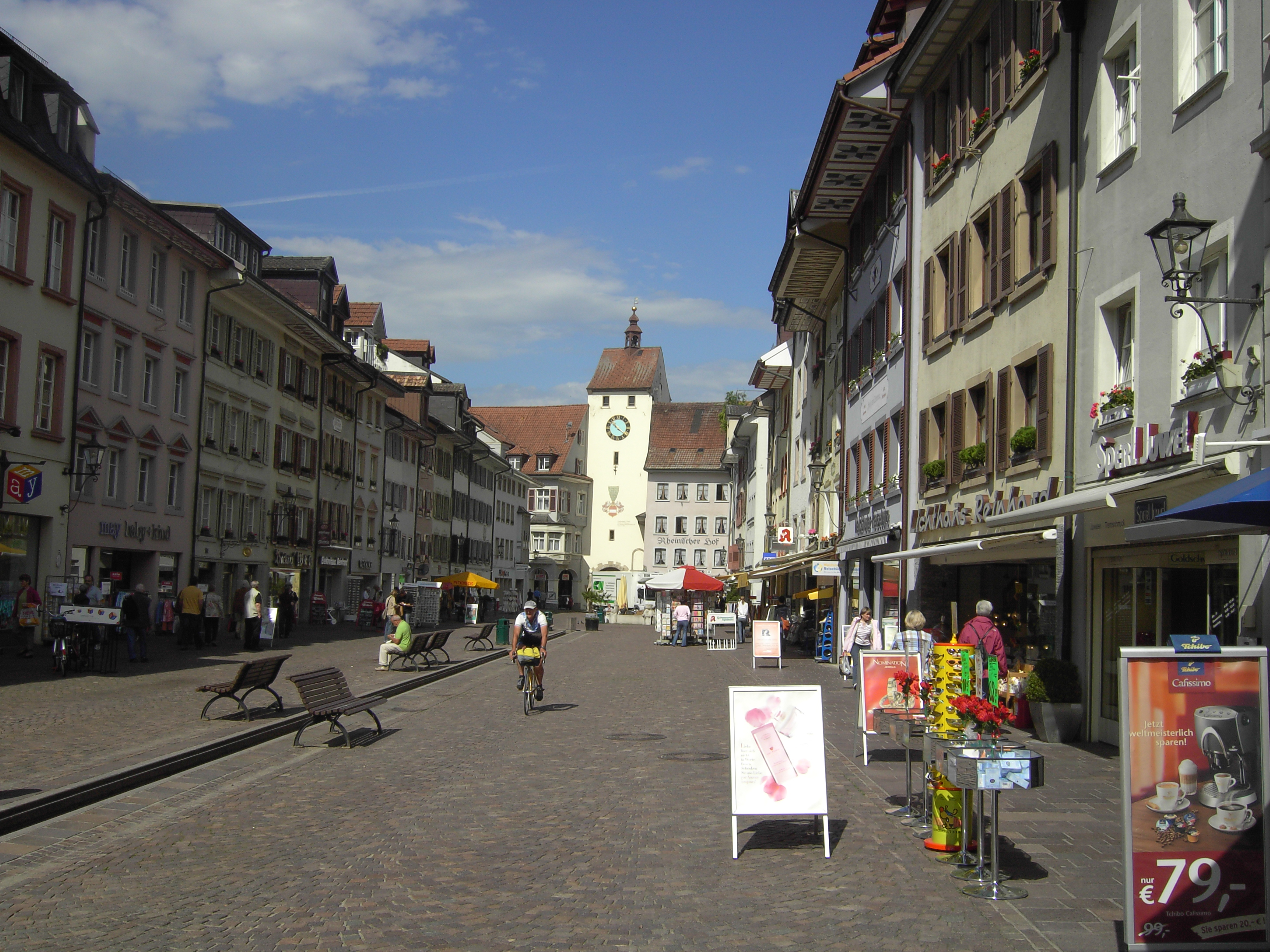
Вальдсхут-Тинген

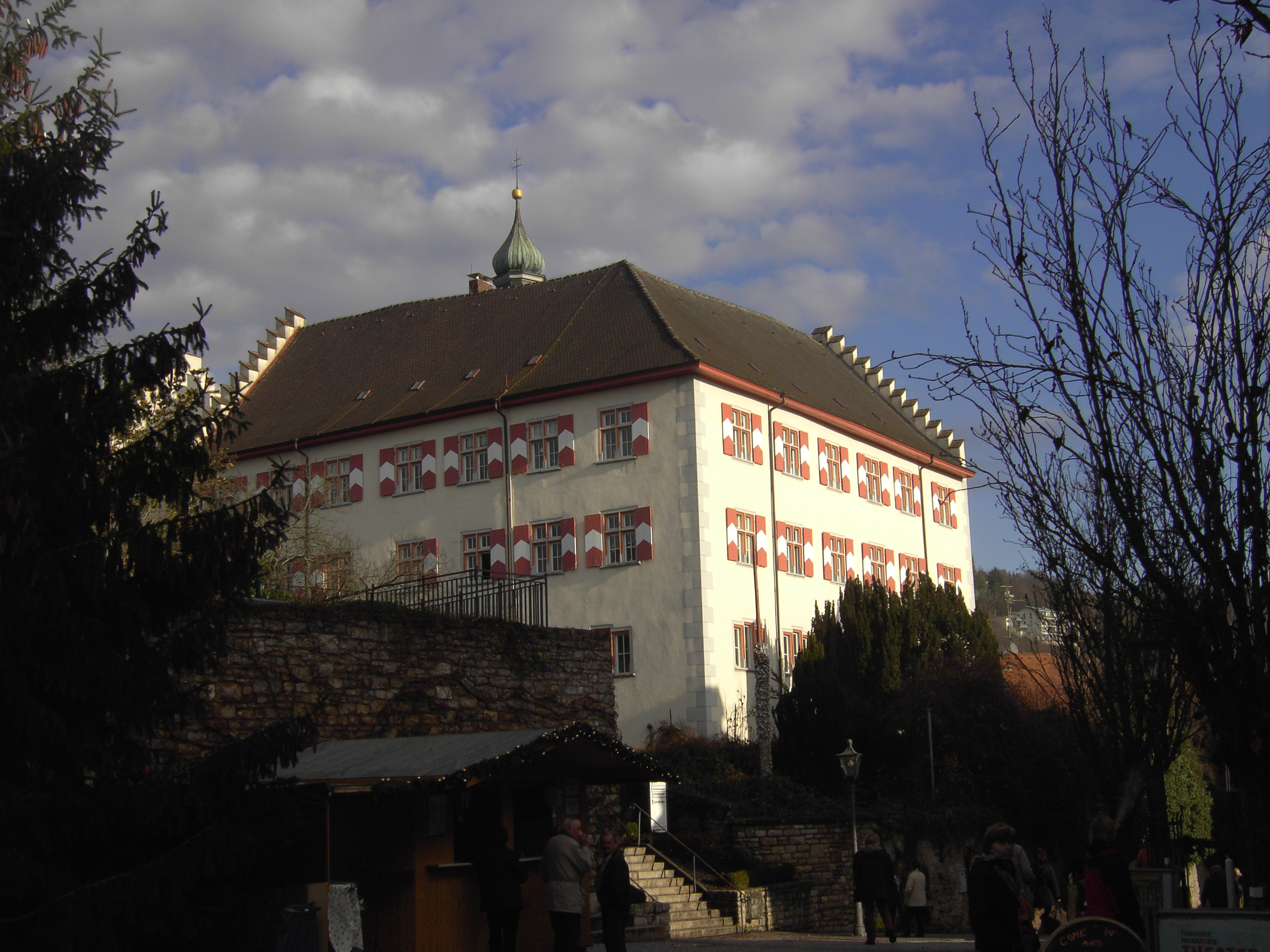
Замок

## Известные жители города
- Бадер, Иосиф — историк герцогства Баден,
- Зенгер, Фридолин фон — немецкий офицер, участник Первой и Второй мировых войн,
- Каминский, Генрих — немецкий композитор,